# Nallo
De Nallo is een berg in het noorden van Zweden. De berg ligt in de gemeente Kiruna en steekt boven het het dal Stuor Räitavagge, Noord-Samisch: Stuor Reaiddavággi, uit. Het is mogelijk vanuit de berghut Nallo  een dagtocht naar de top van de berg te maken. Men heeft daar een uitzicht op de Kebnekaise. Nallo is het Samisch voor naald. De berg ziet er vanaf een bepaald gezichtspunt zo uit. 

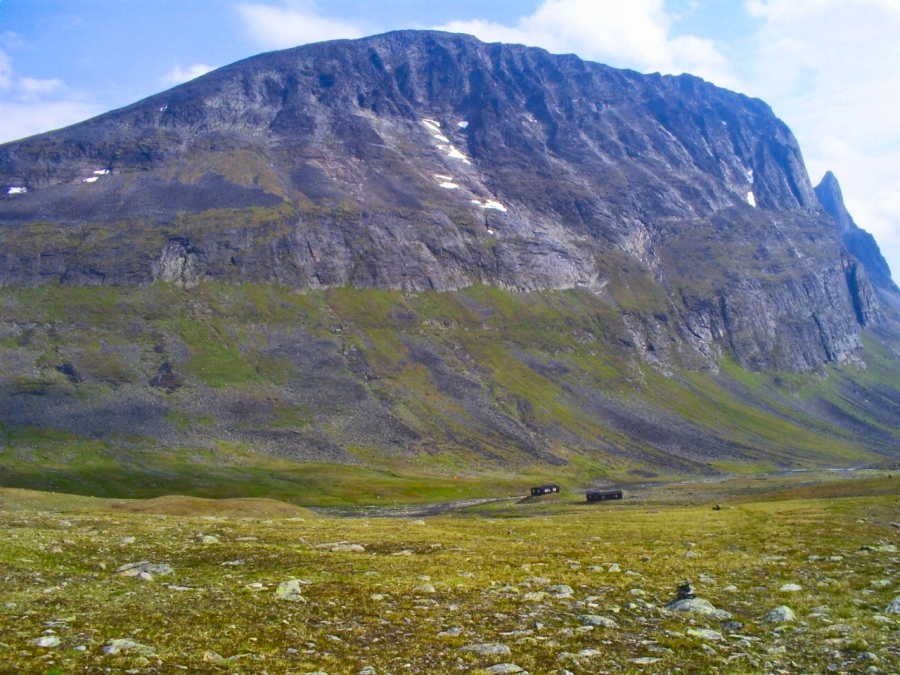
Nallo en voor het Stuor Räitavagge